# Karol Karowski
Karol Karowski (ur. 4 listopada 1868 w Krakowie, zm. 5 stycznia 1928 w Kielcach) – tytularny generał brygady Wojska Polskiego, lekarz.

## Życiorys
Urodził się 4 listopada 1868 w Krakowie, w rodzinie Jakuba i Petroneli z Solanowskich. Ukończył ośmioklasowe gimnazjum w Krakowie i Wydział Lekarski Uniwersytetu Jagiellońskiego. 1 kwietnia 1892 rozpoczął służbę w cesarskiej i królewskiej Armii, w charakterze lekarza pułkowego Galicyjskiego Pułku Piechoty Nr 40 w Rzeszowie. W 1895 zastąpił dr Aleksandra Kulczyckiego na stanowisku lekarza pułkowego 1. Pułku Artylerii Dywizyjnej w Wadowicach. W 1899 został przeniesiony do Śląsko-Morawskiego Pułku Piechoty Nr 100 w Krakowie na takie samo stanowisko. W 1909 został przeniesiony do 16 Szpitala Garnizonowego w Budapeszcie. W latach 1912–1913 wziął udział w mobilizacji sił zbrojnych Monarchii Austro-Węgierskiej, wprowadzonej w związku z wojną na Bałkanach. W budapesztańskim szpitalu służył do 1918.
W czasie służby w c. i k. Armii awansował na kolejne stopnie w korpusie oficerskim lekarzy wojskowych (niem. Militärärztliches Offizierskorps):
- starszego lekarza (niem. Oberarzt)[a] – 1 czerwca 1893[10],
- lekarza pułkowego 2. klasy (niem. Regimentsarzt 2. Klasse[b]) – 1 listopada 1895[11],
- lekarza pułkowego 1. klasy (niem. Regimentsarzt 1. Klasse[c]) – 1897 ze starszeństwem z 1 listopada 1895[12],
- lekarza sztabowego (niem. Stabsarzt[d]) – 1 maja 1909[5],
- starszego lekarza sztabowego 2. klasy (niem. Oberstabsartzt 2. Klasse[e]) – 1 listopada 1914[7][8],
- starszego lekarza sztabowego 1. klasy (niem. Oberstabsartzt 1. Klasse[f]) – 1918[1].

Od 3 listopada 1918 w Wojsku Polskim pełnił funkcję naczelnego lekarza i komendanta szpitala wojskowego w Jarosławiu. 31 grudnia tego roku został wyznaczony na stanowisko naczelnego lekarza Okręgu Wojskowego Przemyśl. 26 lutego 1919 został formalnie przyjęty do Wojska Polskiego. Od 16 marca 1919 był szefem sanitarnym Dowództwa Okręgu Generalnego „Kielce”. Na tym stanowisku 29 maja 1920 został zatwierdzony z dniem 1 kwietnia 1920 w stopniu pułkownika, w Korpusie Lekarskim, w grupie oficerów byłej armii austriacko-węgierskiej. W tym samym miesiącu został czasowo odkomenderowany do Naczelnego Dowództwa WP w charakterze inspektora sanitarnego. 14 listopada 1920 został członkiem Komisji Kontrolującej gen. Zygmunta Łempickiego w Warszawie. Z dniem 1 maja 1921 został przeniesiony w stały stan spoczynku z prawem noszenia munduru, w stopniu pułkownika lekarza. 26 października 1923 Prezydent RP Stanisław Wojciechowski zatwierdził go w stopniu tytularnego generała brygady. Na emeryturze mieszkał w Kielcach i prowadził wolną praktykę jako internista.
Zmarł 5 stycznia 1928 w Kielcach. Był żonaty z Marią Steczkowską. Małżeństwo był bezdzietne.

## Ordery i odznaczenia
W czasie służby w c. i k. Armii otrzymał:
- Krzyż Rycerski Orderu Franciszka Józefa z dekoracją wojenną,
- Brązowy Medal Zasługi Wojskowej na wstążce Krzyża Zasługi Wojskowej,
- Brązowy Medal Zasługi Wojskowej na czerwonej wstążce,
- Krzyż za 25-letnią służbę wojskową dla oficerów,
- Brązowy Medal Jubileuszowy Pamiątkowy dla Sił Zbrojnych i Żandarmerii,
- Krzyż Jubileuszowy Wojskowy,
- Krzyż Pamiątkowy Mobilizacji 1912–1913[8].